# Danjon-Astrolab
Das Danjon-Astrolab (frz. Astrolabe Impersonnel; nach André Danjon) ist ein astro-geodätisches Präzisionsinstrument zur gleichzeitigen Breiten- und Längenbestimmung. Wegen seines hohen Gewichts kann es nur auf festen Standorten bzw. auf einem massiven Messpfeiler eingesetzt werden.
Das etwa einen halben Meter hohe, drehbar auf Fußschrauben montierte Instrument ist eine Weiterentwicklung des Prismenastrolabiums von Claude und Driencourt. Wesentlich ist ein verbesserter Strahlengang und dass die Persönliche Gleichung des Beobachters weitgehend eliminiert wird.
Wie andere Astrolabien und das Zirkumzenital dient das Danjon-Astrolab der genauen Messung von Sterndurchgängen durch eine konstante Zenitdistanz, woraus die beiden Parameter der Lotrichtung berechnet werden, nämlich Astronomische Breite und Länge. Die Auswertung erfolgt nach der Methode gleicher Höhen.
Die Beobachtung der Sterndurchgänge erfolgt nicht an einem Fadennetz, sondern durch Koinzidenz des direkten und des an einem Quecksilberhorizont gespiegelten Sternbildchens. Der Almukantarat (Zenitdistanz 30°) wird durch die Mitte der unsichtbaren Schnittbilder der zwei gespiegelten, übereinander projizierten Bilder im Fernrohr-Gesichtsfeld definiert. Im Augenblick des Sterndurchgangs durch diesen Almukantarat treffen sich die Spuren des direkten und des gespiegelten Bildes auf einer Höhe.
Zur Steigerung der Genauigkeit dient ein mit einer Mikrometerschraube gekoppeltes Wollaston-Prisma, mit dem der Beobachter die Koinzidenz über längere Zeit aufrecht halten kann. In regelmäßigen Zeitabständen werden die Zeitpunkte elektronisch registriert.
Die erreichbare Genauigkeit ist besser als 0,1″, im Mittel mehrerer Beobachtungsnächte sogar unter 0,05″ (siehe auch Abendfehler). In den letzten Jahrzehnten wurde das Instrument u. a. für die Weltlängenbestimmung verwendet, aber auch zur genauen Bestimmung von Sternkoordinaten.